# مرشد (عين العرب)
مرشد  قرية سوريّة تتبع إداريّاً لمحافظة حلب منطقة عين العرب ناحية مركز عين العرب، بلغ تعداد سكانها 197 نسمة حسب التعداد السكاني لعام 2004.